# Gustav Sule
Gustav Sule, né le 10 septembre 1910 à Tartu et mort le 3 avril 1942 à Kotlas, est un athlète estonien spécialiste du lancer du javelot.

## Carrière

### Palmarès
| Date | Compétition           | Lieu   | Résultat | Performance |
| ---- | --------------------- | ------ | -------- | ----------- |
| 1934 | Championnats d'Europe | Turin  | 3e       | 69,31 m     |
| 1936 | Jeux olympiques       | Berlin | 11e      | 63,26 m     |
| 1938 | Championnats d'Europe | Paris  | 4e       | 70,50 m     |

### Records
| Épreuve           | Performance | Lieu | Date |
| ----------------- | ----------- | ---- | ---- |
| Lancer du javelot | 75,93 m     | -    | 1938 |